# Dietrich Beelitz
 Dietrich Beelitz  (1906 - 2002) est un général allemand de la Seconde Guerre mondiale. Il fut le dernier chef d’état-major de la 10e armée allemande.

## Biographie
Le général Beelitz naît le 13 mars 1906 à Thionville, une ville de garnison d'Alsace-Lorraine. De la génération de Heinz Harmel, Dietrich Beelitz ne participe pas à la Première Guerre mondiale. 

### Entre-deux-guerres
Beelitz s’engage donc dans la Reichswehr, comme Fahnenjunker, en août 1925. Il gravit rapidement les échelons militaires, Fähnrich, aspirant, en septembre 1926, Oberfähnrich en aout 1927, il est promu Leutnant, sous-lieutenant, en février 1928. Promu Oberleutnant, lieutenant, le 1er juin 1931, il est nommé officier de compagnie au 5e Infanterie-Regiment en avril 1934. Promu Hauptmann, capitaine, en août 1935, Beelitz est détaché à l'académie militaire en octobre de la même année. 

### Seconde Guerre mondiale
De novembre à décembre 1940, Beelitz est affecté à l’état-major de la  132e Infanterie-Division, où il est promu Major, commandant, le 20 novembre 1940. Le commandant Beelitz est affecté à la 97. leichte Infanterie-Division qu’il est chargé de former, le 4 décembre 1940. Promu Oberstleutnant, lieutenant-colonel, le 16 mars 1942, il reçoit la Croix allemande en or le 5 mai, avant d'être placé dans la Führerreserve, le 4 avril 1942. Du 2 juin 1942 au 5 novembre de la même année, Beelitz sert à l’état-major de la 3e Panzer Armee. Dietrich Beelitz est promu Oberst, colonel, le 20 avril 1943. De décembre 1943 à novembre 1944, il sert à l’état-major du Groupe d'armées C. Le colonel Beelitz est nommé chef d’état-major de la 10e armée le 1er novembre 1944. C'est à ce poste qu’il est promu, à l’âge de 39 ans, Generalmajor, général de brigade, le 20 avril 1945. Le général Beelitz part en captivité le 2 mai 1945. Il sera libéré 2 ans plus tard, en octobre 1947. 
Dietrich Beelitz décédera en 2002 en Allemagne.

## Grades
- Général de brigade (Generalmajor), le 20 avril 1945.

## Décorations
- Deutsches Kreuz en or: le 5 mai 1942, comme commandant à l’état-major de la 97. leichte Infanterie-Division.
- Eisernes Kreuz (1914), 2e et 1re classes.
- Wehrmacht-Dienstauszeichnung.
- Medaille Winterschlacht im Osten 1941/42.